# الإلحاد في الشتات الإفريقي
يُقصد بالإلحاد في الشتات الأفريقي إلحاد الأشخاص المنتمين للعرق الأسود خارج قارة أفريقيا. يُعتبر السود في الولايات المتحدة أقل المجموعات العرقية من ناحية كونهم غير منتمين دينيًا، ناهيك عن تعريف أنفسهم بوصفهم ملحدين. أما في المملكة المتحدة فتتشابه التركيبة السكانية. الملحدون هم الأفراد الذين لا يؤمنون بوجود إله أو آلهة متعددة. الإلحاد ليس رفضًا أو إنكارًا للآلهة؛ إنه عدم الإيمان بوجودها. يُعرّف بعض الملحدين، وليس جميعهم، أنفسهم بوصفهم إنسانيين علمانيين، وهم أفراد يؤمنون بأن الحياة لها معنى وبهجة دون الحاجة إلى الدين أو إلى ما هو خارق للطبيعة، وأنه ينبغي لجميع الأفراد أن يعيشوا حياة أخلاقية بإمكانها تقديم الخير الأكبر للبشرية. يتواجد الملحدون السود والإنسانيون العلمانيون اليوم وعبر التاريخ، رغم أن الكثير منهم لم يكن صريحًا في معتقداته أو عدم إيمانه على الدوام.
تشمل القضايا التي تواجه الملحدين السود حقيقة واقعهم بأنهم «مختلفون عرقيًا» عن حركة الإلحاد الأكبر والأكثر وضوحًا و«مختلفون دينيًا» عن مجتمع السود. يُعد الملحدون السود في الغالب أقلية في بلدانهم ومواقعهم، ثم أقلية أصغر في مجموعة الملحدين، التي هي في كثير من الأحيان تكون أقلية.
في بعض الأحيان، ينظر السود إلى الإلحاد على أنه رابطة للبيض فقط، وفي الولايات المتحدة، يرتبط التاريخ الأمريكي الأفريقي، والعبودية، وحركة الحقوق المدنية ارتباطًا وثيقًا بالمسيحية. أصبح الدين، إلى حد كبير، جزءًا من تقاليد تاريخ السود وثقافتهم. حتى عندما تكون هنالك حركة ملحدة أو حركة علمانية إنسانية قوية في الشتات الأفريقي، فإنها تُهمَل ولا تلقى الاهتمام. تجاهل المؤرخون، في الدراسات التاريخية، أشكال التعبير السوداء عن النزعة الإنسانية والعلمانية.

## الإلحاد الأسود والدين
كتب العديد من الكتاب السود البارزين في أمريكا، خلال عصر نهضة هارلم، وناقشوا انتقاداتهم للكنيسة المسيحية بأشكال مختلفة. وصف أنتوني بي. بّين المسيحية بأنها أداة للحفاظ على الوضع الراهن، وأداة لدعم العبودية على مر التاريخ. يرى مايكل لاكي إلحاد الأمريكيين الأفارقة كطريقة للاحتفال «بانتصار ثوري» على ما يعتبره مفهوم إلهي قمعي وعنيف. يرى الكثير من الملحدين الأمريكيين الأفارقة الأمل في نظرة دنيوية إلى العالم، مثلما يروا في «الثقافة الدينية سببًا للسوداوية الكئيبة». عبر ملحدو المملكة المتحدة السود عن آراء مماثلة، وبعضها لها جذور في بلدان مثل نيجيريا. يأسف هؤلاء الملحدون لرؤية الدين يؤثر تأثيرًا ضارًا على وطنهم.
تميل المجتمعات الأمريكية الأفريقية إلى الاعتقاد بأن الكنيسة هي مركز الأخلاق، وغالبًا ما تلجأ إلى الكنيسة لحل المشاكل الاجتماعية المختلفة التي لا يُنتظر من الحكومة حلها أو الاهتمام بها. يقول الكاتب كورد جيفرسون: «لقد تضاعفت دور العبادة للسود، منذ فترة طويلة، بحيث أصبحت بمثابة غرف حرب للتخطيط لأعمال الاحتجاج وحشد الناس الذين سئموا من التشريعات والعنف العنصري على مدى قرون». يلجأ الكثير من السود إلى الدين للعثور على إجابات لمعاناتهم. علاوة على المكون التاريخي للكنيسة وحياة السود، تحل الكنائس، التي تدير بنوك الطعام المحلية، العديد من المشاكل الاجتماعية، وتوفر الرعاية النهارية أو التدريب الوظيفي. يرى العديد من الملحدين الأمريكيين الأفارقة أنه من المهم العمل مع الزعماء الدينيين والمنظمات الدينية لحل مختلف قضايا العدالة الاجتماعية التي تواجه المجتمع.
قد يواجه الأمريكيون الأفارقة الذين أصبحوا ملحدين تكلفة اجتماعية «باهظة». كتبت الصحفية جميلة باي: «من الصعب، إن لم يكن من المستحيل، فصل الدين عن ثقافة السود». لا تقتصر هذه التكلفة الاجتماعية على السود الذين يتخلون عن المسيحية، بل تحدث أيضًا بين المسلمين السود الذين يتخلون عن دينهم. بعض الملحدين الذين تركوا الإسلام تبرأت منهم أسرهم أو تلقوا تهديدات بالقتل. يواجه الملحدون السود في المملكة المتحدة مشاكل مماثلة، حيث يرتبط ظهورهم كملحدين بخوفهم من «النبذ والشيطنة». أسس كلايف أرويد ولولا تينوبو منظمة ملحدو لندن السود في المملكة المتحدة لهذا السبب. هاجمت امرأة مسيحية سوداء، في مؤتمر للملحدين عُقد على هامش مؤتمر مسيحي في عام 2015، إحدى الحاضرات من الملحدات السوداوات واتهمتها بأنها ذات «عقلية عبودية» وبأنها ممن «استحوذ عليهم الشيطان».
مع ذلك، عندما يرسم الأشخاص صورة الأمريكيين الأفارقة على أنهم «متدينون» فإنهم يتجاهلون «تنوع الفكر الذي يوجد في الواقع داخل مجتمع السود». يلجأ العديد من الملحدين السود، من أجل مكافحة مشاعر العزلة، إلى الإنترنت أو وسائل التواصل الاجتماعي ليصبحوا جزءًا من جماعات الملحدين على الإنترنت. مع نمو وبروز الجماعات الملحدة التي ترحب بالأشخاص السود، يتزايد عددهم أيضًا، ما يشير إلى وجود «طبقة صامتة من السكان السود في أمريكا تشك بهدوء».

## الإلحاد والعنصرية
يمكن النظر إلى الحركة الإلحادية ككل على أنها حركة «عنصرية على نحو ضمني»، إذ أن «الحركة لا تهتم عامة بالقضايا التي تؤثر على الأشخاص الملونين» فتصبح العنصرية تبعًا لذلك «غير مرئية» وبالتالي يصعب الحديث عنها. كتبت سيكيفو هاتشينسون بأن مجتمع الملحدين لديه «نقص كبير في الاهتمام» بالقضايا التي تواجه السود. بعض الملحدين لا يرون سببًا لإنشاء منظمات منفصلة للسود ولا يفهمون مختلف القضايا التي يواجهها الملحدون السود. كتبت مانديسا توماس أن تجاربها الخاصة «تراوحت بين الشعور بالترحاب التام، والشعور بالعزلة التامة، بل والتجاهل».
ينظر أيضًا أولئك الذين هم خارج الحركة الإلحادية إلى الإلحاد بوصفه أيديولوجيا عنصرية. تذكر ديبي غودارد، مديرة منظمة «أمريكيون أفارقة من أجل الإنسانية» أن زملاءها الطلاب في الدراسات الأمريكية الأفريقية أخبروها أن الإلحاد والإنسانية «أيديولوجيات مركزية أوروبية ضارة». تصف غودارد كيف ينظر كثيرون من السود إلى الإلحاد على أنه «ليس مجرد تهديد للمعتقدات والتقاليد الدينية، بل أيضًا تهديد لهوية السود وتاريخهم». ذكر راي كومفورت، مدافع مسيحي، أن الإلحاد هو «إهانة لتراث السود».
انتقدت سيكيفو هاتشينسون توجه الحركة الإلحادية الرئيسية نحو المركزية الأوروبية، وفي كثير من الأحيان، نحو «سيادة البيض» في ما يتعلق بقيادتها ذات الأغلبية البيضاء، وبهوسها بالفصل بين الكنيسة والدولة على حساب العدالة العرقية والعدالة بين الجنسين ومعالجة التمييز العنصري. يذكّر أنتوني بي. بّين قراء مجلة ذا هيومانيست أنه من المهم السماح للسود بوضع «أجندة العدالة العرقية» الخاصة بهم. يواجه الملحدون السود قضايا مختلفة عن تلك التي يواجهها الملحدون البيض، ويريد الملحدون السود معالجة قضاياهم.
تكمن المشكلة أحيانًا في أن أفراد جماعات الملحدين لا يفهمون العنصرية بشكل عام. تُسأل امرأة سوداء، حسب وصفها، بشأن صفحتها التي تُسمى «الملحدون السود». تصف المرأة لماذا لا يكون عنوان الصفحة عنصريًا، في حين وجود صفحة مماثلة لها تحمل عنوان «الملحدون البيض» عنصريًا، بأن البيض ليسوا جزءًا من فئة مهمشة في الولايات المتحدة. تعرفت غودارد أيضًا على أفراد يعتقدون أنه من العنصرية إنشاء مجموعات خاصة في إطار الإلحاد لاستمالة الأمريكيين الأفارقة.